# Référendums liechtensteinois de 1925
Trois référendums ont lieu au Liechtenstein en 1925. Le premier le 13 septembre et les deux autres le 13 décembre 1925

## Référendum de septembre

### Contenu
Le référendum porte sur la construction de la centrale hydro-électrique nationale de Lawena.

### Contexte
Il s'agit d'un référendum facultatif d'origine parlementaire : considérant le coût élevé du projet et la nécessité de recourir à un emprunt d'un million de francs Suisses, le Landtag décide de soumettre le projet de loi à la votation dans le cadre de l'article 66 de la constitution.

### Résultats
| Choix                           | Votes | %     |
| ------------------------------- | ----- | ----- |
| Pour                            | 957   | 56,13 |
| Contre                          | 748   | 43,87 |
| Votes blancs et invalides       | 140   | –     |
| Total                           | 1 845 | 100   |
| Inscrits/Participation          | 2 167 | 85,14 |
| Source: Démocratie Directe (de) |       |       |

## Référendums de décembre

### Contenu
Le double référendum porte sur le même sujet, des réparations à un citoyen, Josef Gassner, dont les biens ont été vendus de force en 1913.

### Contexte
Il s'agit d'une initiative populaire, dite Initiative Gassner : 1302 inscrits signent une pétition demandant la restitution des biens de Josef Gassner, ainsi que des réparations.
Le seuil de 400 inscrits ayant été atteint, l'initiative est envoyé devant le Landtag dans le cadre de l'article 64.2 de la constitution. Le parlement la rejette le 8 octobre 1925, entraînant sa mise en votation, et propose dans le cadre du même article une contre proposition excluant des réparations mais ouvrant une procédure de restitution.

### Résultats
| Initiative Gassner                                       | 171   | 9,98  | 1 400 | 81,68 | 143 | 8,34 | 1 714 | 155 | 1 869 | 2 179 | 85,77 % |
| Contre proposition                                       | 1 293 | 74,44 | 290   | 16,92 | 131 | 7,64 | 1 714 | 155 | 1 869 | 2 179 | 85,77 % |
| Source: Base de données Démocratie Directe (en Allemand) |       |       |       |       |     |      |       |     |       |       |         |